# 宇治市立御蔵山小学校
宇治市立御蔵山小学校（うじしりつ おくらやましょうがっこう）は、京都府宇治市木幡御蔵山にある公立小学校。校区内で行われた宅地開発により児童数が急増しており、2019年4月時点での児童数は900人近くで、京都府下で第2位となっている。教室不足に対応するため、2004年度から2009年度の間に増築と特別教室の転用により10教室を増設し、2010年4月には校区の変更が行われた。

## 沿革
- 1973年4月 - 宇治市立木幡小学校から分離し、開校
- 1974年 - プール竣工
- 1977年3月 - 校歌を制定
- 1980年 - 校舎を増築
- 2004年 - 校舎を増築
- 2005年 - 校舎を増築
- 2007年 - 校舎を増築
- 2010年4月 - 児童数増加に伴い一部区域を木幡小学校区に変更

## 主な進学先
- 宇治市立木幡中学校

## 交通アクセス
- JR奈良線・京都市営地下鉄東西線 六地蔵駅下車

## 主な通学区域
- 木幡（北山・須留・松峠・南原の全域及び赤塚・金草原・御蔵山・平尾・南山の一部区域）
- 平尾台の全域

## 通学区域が隣接している学校
- 宇治市立木幡小学校
- 宇治市立宇治小学校
- 宇治市立笠取第二小学校
- 京都市立日野小学校